# +D
+D (také psáno jako Plus D) je řadič disketových jednotek pro počítače Sinclair ZX Spectrum vyvinutý britskou společností Miles Gordon Technology. Jedná se o zjednodušenou verzi řadiče Disciple. K řadiči je možné připojit jednu nebo dvě disketové jednotky. Řadič také obsahuje paralelní port pro tiskárnu. +D je pravděpodobně nejpoužívanější rozšiřující zařízení k ZX Spectru. Počítač Chrome má vestavěný disketový řadič, který je s řadičem +D kompatibilní.
Pro uživatele řadičů Disciple a +D vycházely oficiální časopis Format a konkurenční časopis Network.

## Popis řadiče
Diskový operační systém je G+DOS a je kompatibilní s GDOSem řadiče Disciple. SAM DOS počítače SAM Coupé je zpětně kompatibilní s G+DOSem.
Při použití v režimu 128 Basic počítačů Sinclair ZX Spectrum 128K+ a +2 mohou nastat některé problémy, kterým je možné předejít. Řadič využívá jiné porty než řadič Disciple a není kompatibilní s počítači Sinclair ZX Spectrum +3. Na druhou stranu je +D možné použít v Beta BASICu. Pro rozšíření možností řadiče +D existuje několik utilit, např. +D RECOVER pro obnovu smazaných souborů, +D CLOCK, která udržuje aktuální čas řízený přerušením, DOSCOP +D a TRANSIT, které umožňují převádět soubory pro počítače PC do formátu řadiče +D (druhý z dvojice umožňuje převádět i soubory pro počítače Amstrad PCW), či DISCOP +D>OP, která umožňuje převádět soubory z formátu řadiče +D do formátu řadiče Opus Discovery.
Řadič +D byl vyráběn i firmou Datel Electronics Ltd., tato verze byla kompatibilní i s počítači +2A a +3.
Pro +D bylo vytvořeno upgrade Plus D'lux, který rozšiřuje možnosti interface a který obsahuje 128 KiB PEROM, 32 KiB SRAM a paralelní bránu 8255, která může být využita pro Kempston joystick, síť ZXVGS, či pro připojení pevného disku a CD-ROM mechaniky.

## Technické informace
Řadič ke svojí činnosti využívá port 227, 235, 231, 239, 243, 247 a 251. Jejich význam je uveden v následující tabulce:
| desítkově | šestnáctkově | význam                                                              |
| 227       | E3           | příkazový/stavový registr řadiče                                    |
| 235       | ЕB           | registr stopy řadiče                                                |
| 243       | F3           | registr sektoru řadiče                                              |
| 251       | FB           | datový registr řadiče                                               |
| 239       | EF           | systémový port (výběr aktivní disketové mechaniky, STROBE tiskárny) |
| 231       | E7           | stránkování paměti                                                  |
| 247       | F7           | data tiskárny                                                       |